# Argelia en los Juegos Olímpicos de Atenas 2004
Argelia estuvo representada en los Juegos Olímpicos de Atenas 2004 por un total de 61 deportistas, 46 hombres y 15 mujeres, que compitieron en 10 deportes.
El portador de la bandera en la ceremonia de apertura fue el atleta Dyabir Said-Guerni. El equipo olímpico argelino no obtuvo ninguna medalla en estos Juegos.